# Alopecosa subrufa
Alopecosa subrufa este o specie de păianjeni din genul Alopecosa, familia Lycosidae. A fost descrisă pentru prima dată de Schenkel, 1963. Conform Catalogue of Life specia Alopecosa subrufa nu are subspecii cunoscute.